# Jan Baptist Weenix
Jan Baptist Weenix (Amsterdam, 1621 – Utrecht presso il castello Huis ter Mey, 1660-1661) è stato un pittore, incisore e disegnatore olandese del cosiddetto Secolo d'oro.

## Biografia

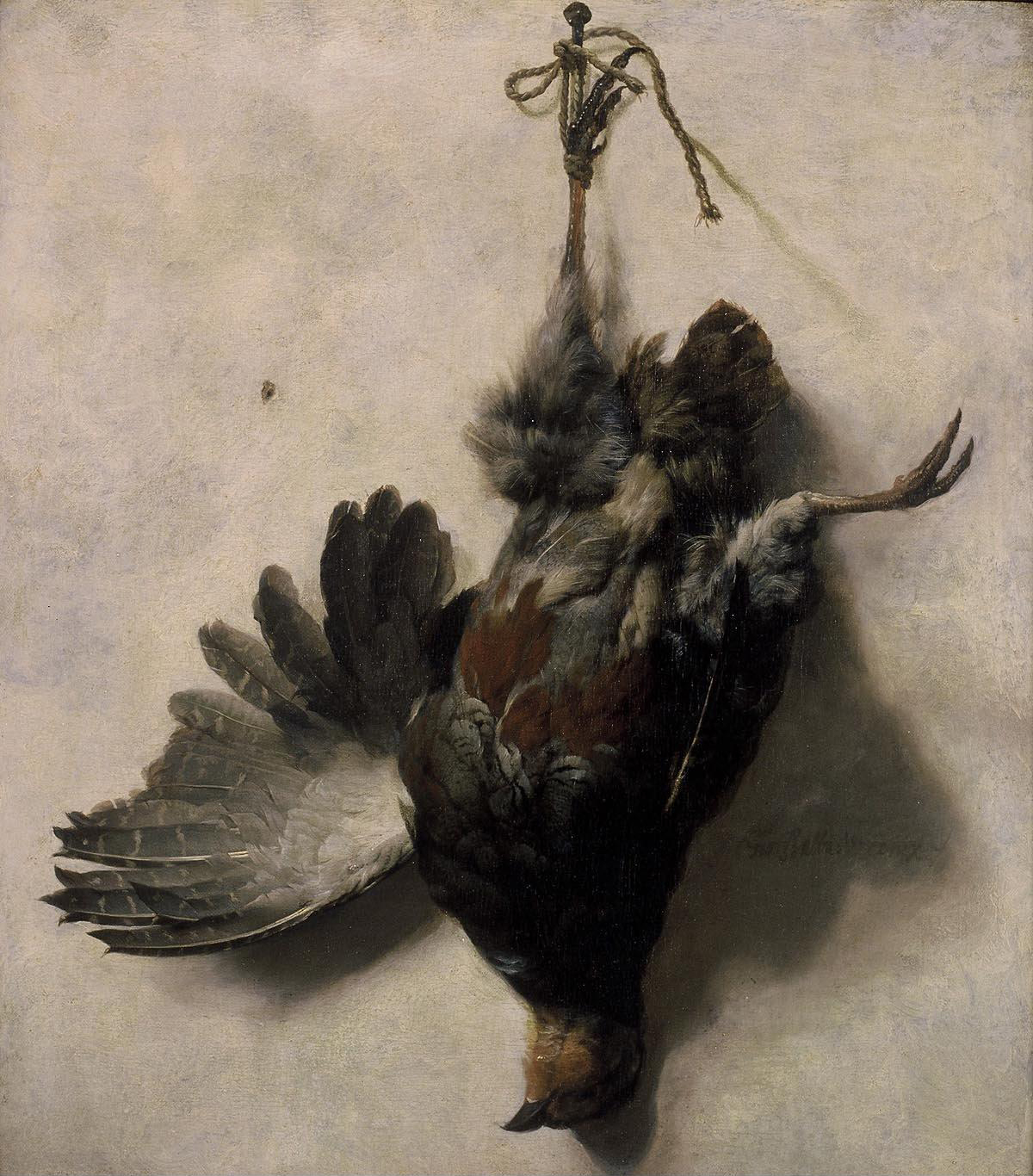
Pernice morta (1650 c.)

Figlio dell'architetto Johannes Weenix, fu inizialmente apprendista presso un libraio e poi presso un confezionatore di tende, ma la passione per l'arte lo spinse a dedicarsi alla pittura. Studiò probabilmente ad Amsterdam presso Jan Micker, fratello del pittore Barent Micker, marito della sorella Lijsbeth. In seguito ebbe altri insegnanti: Abraham Bloemaert ad Utrecht, Claes Moeyaert per due anni ad Amsterdam, il cui stile assimilò così bene da rendere difficile distinguere le sue opere da quelle del maestro, e Cornelis van Poelenburch.
Nel 1639 sposò Justina d'Hondecoeter, figlia del pittore paesaggista Gillis d'Hondecoeter e sorella di Gijsbert e Nicolaes d'Hondecoeter, anch'essi pittori paesaggisti, dalla quale ebbe due figli Jan Weenix, pittore paesaggista, ritrattista e di nature morte e Gillis, di cui poco è noto.
Dal 1642 al 1646, visse in Italia, a Roma dove si affiliò alla Schildersbent. Fu pittore designato presso il Cardinal Pamphili, ma fu costretto a ritornare in patria per l'opposizione della famiglia della moglie al ricongiungimento di questa con Jan Baptist a Roma, nonostante il cardinale avesse dato disposizioni per il suo viaggio. Al suo ritorno nei Paesi Bassi, iniziò a chiamarsi Giovanni Battista e continuò a dipingere paesaggi italiani con rovine di antichi edifici e figure abbigliate modernamente, caratterizzati da una luce brillante e buona esecuzione, il cui stile ricorda molto quello delle opere di Nicolaes Berchem. Perciò fu classificato tra i pittori paesaggisti Dutch Italianates.
La prima opera conosciuta di quest'artista è un disegno datato e firmato di un paesaggio italiano con capre e pecore, un pastore fermo presso un pilastro di fattezze classiche e un gran numero di alberi (1644). Tra i suoi primi quadri vi è Tobia dormiente (1642), che mostra l'influenza di Claes Moeyaert e Rembrandt.
Lavorò per il Barone Willem Vincent von Wyttenhorst, uno dei maggiori collezionisti di dipinti Dutch Italianates dell'epoca, in occasione della compilazione di un dettagliato catalogo della sua collezione tra il 1651 e il 1659.
Nella parte finale della sua vita modificò radicalmente il suo stile, dedicandosi alla pittura di nature morte e di ritratti. Il figlio Jan seguì le orme del padre dedicandosi alla pittura secondo questo stile particolarmente dettagliato.
Jan Baptist era solito dipingere con contorni flessuosi e utilizzando colori liquidi e ricchi, rivelando le qualità apprezzate dagli artisti e dai collezionisti di epoca più tarda. Ottenne i migliori risultati nella pittura di scene pastorali e di animali. Dipingeva sia quadri di piccole che di grandi dimensioni: questi ultimi sono fra le sue opere migliori, come ad esempio Il figliol prodigo, da cui Nicolaes Verkolje ottenne un'incisione. Era noto per il suo eccezionale talento e facilità nel dipingere e per la rapidità nell'esecuzione delle sue opere. È considerato uno dei migliori pittori di uccelli della scuola olandese.
Tra i suoi allievi sono annoverati Melchior d'Hondecoeter, il figlio Jan e forse Nicolaes Berchem.
Le sue opere sono presenti in svariati musei nelle città di Amsterdam, Anversa, Berlino, Brighton, Cleveland, Dresda, Edimburgo, Glasgow, Londra, New York, Parigi, Rotterdam, Utrecht, Vienna.

## Opere

### Dipinti
- Tobia dormiente, 1642, Museo Boijmans Van Beuningen, Rotterdam
- L'attraversamento del fiume, olio su tela, 100 x 131,5 cm, 1647, Museo dell'Ermitage, San Pietroburgo[1]
- Ritratto di René Descartes, olio su tela, 54,7 x 44,6 cm, 1647-1649, Centraal Museum, Utrecht[12]
- Partenza di un seguito orientale, olio su tela, 123 x 175 cm, 1647-1650. Museo del Louvre, Parigi[1]
- Pernice morta, olio su tela, 50,6 x 43,5 cm, 1650-1652, firmato Gio Batta: Weenix f., Mauritshuis, L'Aia[1][13]
- Natura morta con cigno morto, olio su tela, 152,4 × 153,7 cm, 1651 circa, Detroit Institute of Arts, Detroit[14]
- La venditrice di verdura, 1656[7]
- Antiche rovine, olio su tela, 80,5 x 68,3 cm, Museo di Belle Arti, Budapest[1]
- Un porto mediterraneo con figure ed antiche rovine, olio su tela, 91,5 x 117,5 cm, firmato[15]
- Ritratto della famiglia De Kempenaer: ritratto di Margaretha, olio su tela, 93,3 x 121,3 cm, firmato[16]
- Cacciatore con lepre morta, uccelli ed un cane[6]
- Ragazza addormentata vicino ad un vecchio edificio con un cane accanto[6]
- Ragazza addormentata tra due colonne ed un cane pointer[6]
- L'attacco dei pirati turchi respinto[6]
- Il figliol prodigo[3]
- Cacciatore che fa a pezzi un cervo morto con due levrieri scozzesi, olio su tela, 196 x 265 cm, National Gallery, Londra[17]
- Un cane ed un gatto vicino ad un cervo parzialmente eviscerato, olio su tela, 180 x 162 cm, Rijksmuseum, Amsterdam[18]

### Disegni
- Paesaggio italiano con capre e pecore, un pastore fermo presso un pilastro di fattezze classiche e un gran numero di alberi, 1644, Albertina, Vienna